# Huevo del transiberiano
El huevo del Transiberiano es uno de los huevos imperiales de Fabergé: un huevo de Pascua joya que el último zar de Rusia, Nicolás II, regaló a su esposa, la zarina Alejandra .
Fue fabricado en 1900 en San Petersburgo en el taller de Michael Perkhin por el joyero ruso Peter Carl Fabergé, de Fabergé.
Ha estado en la Armería del Kremlin en Moscú desde 1927.

## Descripción
Tiene 26 centímetros de alto, está hecho de ónice, plata, oro y cuarzo, y está decorado con esmalte translúcido verde, azul y naranja; el interior está forrado con terciopelo.
El huevo se caracteriza por una gran banda central en plata, en la que está grabada la inscripción "La ruta del gran ferrocarril siberiano en 1900" y un mapa de Rusia con la ruta del ferrocarril Transiberiano de Moscú a Vladivostok, probablemente originalmente cada estación estaba marcada con una piedra preciosa, también está marcada la parte de la ruta que en ese momento aún no se había completado.
Tiene una tapa abatible, recubierta de esmalte verde y decorada con hojas de acanto e incrustaciones, rematada por un águila heráldica de tres cabezas, en plata dorada, con las alas extendidas y corona en las cabezas.
El huevo está sostenido por tres grifos bañados en plata y oro, armados con una espada y un escudo, que descansan sobre una base de ónix blanco en forma de triángulo con lados cóncavos y esquinas redondeadas, incrustada con una trenza de plata bañada en oro.

### Sorpresa
El huevo contiene, dividido en tres secciones, una maqueta de un tren de vapor de 39,8 cm de largo, en oro, platino, diamantes talla rosetón, rubíes y cristal de roca.
La locomotora a vapor y el ténder son de oro y platino, con un farol de rubí y faroles de diamantes, los cinco vagones son de oro con ventanas de cristal de roca y llevan las palabras: "correo", "solo damas", "fumadores", "no fumadores" y "capilla".
El tren tiene una llave dorada con la que darle cuerda a un mecanismo de relojería que lo hace moverse.